# Jan Tomaszewski
Jan Tomaszewski, född 9 januari 1948 i Wrocław, är en polsk före detta professionell fotbollsmålvakt.
Tomaszewski stod i mål i det polska landslaget på 1970-talet. Det var mycket tack vare hans räddningar i en VM-kvalmatch mot England 1973 som Polen lyckades ta sig till sitt första VM-slutspel någonsin. I VM 1974, där Polen tog brons, var han en av turneringens bästa målvakter, och räddade bland annat två straffsparkar. Det var Sveriges Staffan Tapper och Västtysklands Uli Hoeness som brände varsin straff mot Polen. Tomaszewski var även med i VM 1978 samt OS 1976, där Polen tog silver. Större delen av sin klubblagskarriär tillbringade Tomaszewski i LKS Lodz. Polens regering hade förbjudit honom att spela utomlands innan han fyllt 30 år. Efter VM 1978 flyttade han till belgiska Beerschot, och senare till spanska Hércules, innan han avslutade karriären 1982. Tomaszewski spelade totalt 63 landskamper för Polen.